# Hierodula majuscula
Hierodula majuscula är en bönsyrseart som beskrevs av Tindale 1923. Hierodula majuscula ingår i släktet Hierodula och familjen Mantidae. Inga underarter finns listade i Catalogue of Life.